# 张崇 (十六国)
张崇（?—?），武乡县人，十六国前秦、后燕大臣。
383年六月，前秦天王苻坚派遣兖州刺史张崇救援武当。七月，东晋冠军将军桓石虔在武当打败了张崇，掳掠了二千户百姓后返回。384年九月，东晋谢玄让彭城内史刘牢之攻打前秦兖州刺史张崇。九月十一日，张崇放弃了鄄城投奔后燕。燕王慕容垂派冠军大将军慕容隆、龙骧将军张崇领兵迎击前秦阳平太守邵兴，命令骠骑大将军慕容农带领军队从清河出发，与他们会合。慕容隆与邵兴在襄国交战，邵兴的军队大败，邵兴逃到了广阿，被慕容农抓获。
387年二月，慕容垂派范阳王慕容德、陈留王慕容绍、龙骧将军张崇等统领步、骑兵二万人，会合慕容隆一起攻击张愿。大破张愿的部队，杀死七千八百多人；张愿逃脱，退保三布口。393年十一月，慕容垂调动中山的步、骑兵七万人，派遣龙骧将军张崇和镇西将军、丹杨王慕容瓒从井陉出发，在晋阳对西燕慕容永的弟弟武乡公慕容友发起攻击；征东将军平规在沙亭进攻西燕的镇东将军段平。慕容永派遣他的尚书令刁云、车骑将军慕容钟统领大军五万据守潞川。
397年三月，后燕慕容宝任命仪同三司张崇为司空。398年，北魏离石胡帅呼延铁、西河胡帅张崇等，不愿意迁移到代郡，就聚集一起叛变北魏。北魏安远将军庾岳把他们讨平。